# Motoya
Motoya Corp. (株式会社 モトヤ), ou Motoya (モトヤ), est une compagnie japonaise spécialisé dans les appareils d’imprimerie et les polices de caractères. Fondée en 1922[réf. souhaitée], elle est basée à Osaka. Deux de ses polices de caractères sont distribuées avec le système d’exploitation Android depuis 2010.